# 15845 Bambi
15845 Bambi eller 1995 UC17 är en asteroid i huvudbältet som upptäcktes den 17 oktober 1995 av Spacewatch vid Kitt Peak-observatoriet. Den är uppkallad efter ett fiktiva rådjuret Bambi.
Asteroiden har en diameter på ungefär 5 kilometer och den tillhör asteroidgruppen Vesta.